# 蘆屋家の崩壊
『蘆屋家の崩壊』（あしやけのほうかい）は、津原泰水による日本の短編集、およびその表題作。〈幽明志怪〉シリーズ第一作。
短篇は1998年、集英社「小説すばる」5月号に掲載。
これを表題作とした単行本は集英社より1999年刊行、2002年、同社より文庫化。2012年、筑摩書房より続篇の刊行に併せて再文庫化（2017年電子書籍化）されたが、2022年現在は絶版となっている。
韓国においても翻訳出版されている。
2020年、台湾の文芸サイトASYMPTOTEJOURNAL.COMにて「反曲隧道」の英訳が公開された。

## 概要
猿渡という男を語り手とした幻想小説。
続刊として、2006年に『ピカルディの薔薇』、2012年に『猫ノ眼時計』が刊行されている。

## 登場人物
幽明志怪シリーズ#主な登場人物を参照。

## 収録リスト
収録作品は各版によって微妙に異なっている。
| タイトル                 | 単行本版 | 集英社文庫版 | ちくま文庫版 | 備考                                                                                                 |
| ------------------------ | -------- | ------------ | ------------ | --- |
| 反曲隧道                 | ○        | ○            | ○            | 初出は『悪夢が嗤う瞬間』（勁文社・1997年、太田忠司・編）。再録時にタイトルを「明滅」より変更         |
| 蘆屋家の崩壊             | ○        | ○            | ○            | |
| 猫背の女                 | ○        | ○            | ○            | |
| カルキノス               | ○        | ○            | ○            | |
| 超鼠記                   | -        | ○            | -            | 初出は『おぞけ』（祥伝社・1999年）ちくま文庫版では『ピカルディの薔薇』に収録                         |
| ケルベロス               | ○        | ○            | ○            | |
| 埋葬虫                   | ○        | ○            | ○            | ちくま文庫版では「虫」の字が旧字に変更されている。読みは「しでむし」ではなく「まいそうちゅう」である |
| 水牛群                   | ○        | ○            | ○            | 初出は『グランドホテル 異形コレクション 9』（広済堂出版・1999年、井上雅彦・編）                      |
| 奈々村女史の犯罪         | -        | -            | ○            | |
| 跋（作者自身による解説） | ○        | -            | ○            | |

## 各話あらすじ
反曲隧道
猿渡と伯爵が出会うきっかけとなった、大宮のはずれのとあるトンネルで起こる怪異談。
蘆屋家の崩壊
猿渡が大学時代付き合っていた女、秦遊離子。美味しい豆腐を求めて旅をしていた猿渡と伯爵は成り行きで福井県にある彼女の家を訪ねる事になる…
猫背の女
友人のコンサートで席を譲った事から「佐藤美智子」という猫背の女と知り合った猿渡。お礼がしたいという彼女に付き合い一度だけ映画を観に行くのだが、気が乗らない猿渡は嘘を吐いて次の約束をついすっぽかしてしまう。その日から彼の近辺では小火をはじめ、奇妙な現象に見舞われるようになる…
カルキノス
「美味しい蟹が食べられる」という言葉に誘われて、富士市で行われる怪奇映画祭にゲストとして招待された二人は地元の蟹成金郷原の家に泊めてもらうことになるのだが、その夜奇妙な殺人事件が起こる。犯人は南郷の妻が夜毎に見るという「赤い巨人」なのか…
超鼠記
フリーランスで編集業を営んでいる知人、蜷川のオフィスビルに住み込みで働く事になった猿渡。彼のビルは最近鼠が出るようになり、業者に駆除を依頼するのだが、翌日業者の仕掛けた罠に掛かっていたのは一人の少女だった…
ケルベロス
『カルキノス』で知り合った女優の落合花代にある相談を受ける伯爵、彼女の双子の妹葉子は幼少の頃轢き逃げに遭い半身不随の身。それだけにとどまらず、彼女の生まれた村は20年以上祟られ続けているという。原因は彼女の家が「お返し」をしなかったからというのだが…
埋葬虫
旧友の伊予田と偶然再会した猿渡。彼の部下齋条は出張先のマダガスカルで虫に寄生されてしまい余命幾ばくも無いという。伊予田にカメラを託された猿渡は瀕死の齋条が見たがっているという森の写真の撮影を依頼される…
水牛群
再就職が決まり伯爵との交流も途絶えていた猿渡だったが、ある日突然上司の行った不正の責任を凡て押し付けられ馘首。すっかり心身衰弱してしまう。夢うつつで伯爵に助けを求めた猿渡は再び彼の取材旅行に同行する事になる…
奈々村女史の犯罪
「昔、若い作家を殺したわ、きわめて才能豊かな」打ち合わせと称した酒の席で奈々村女史がした奇妙な告白。彼女が銃殺した谷山清治、彼が書いた文章は現実になるという...

## 書籍情報
- 『蘆屋家の崩壊』集英社 / 単行本 / 1999年
- 『蘆屋家の崩壊』集英社 / 文庫 / 2002年
- 『蘆屋家の崩壊』筑摩書房 / 文庫 / 2012年　※絶版
- 『蘆屋家の崩壊』筑摩書房 / 電子書籍 / 2017年　※配信終了
- 千街晶之編『魍魎回廊』朝日出版社 / 2022年 - 「カルキノス」採録